# Om Prakash Vinod Kumar
Om Prakash Vinod Kumar (ur. 1 stycznia 1994) – indyjski zapaśnik walczący w stylu wolnym. 
Srebrny medalista mistrzostw Azji w 2016 i brązowy w 2018. Wicemistrz Wspólnoty Narodów w 2016. Dwunasty na igrzyskach wojskowych w 2019. Siódmy w Pucharze Świata w 2016 i ósmy w 2018. 
Drugi na MŚ U-23 w 2017 roku.
Zawodnik Jaipur ninjas w lidze Pro Wrestling.